# Genesis GV70
La Genesis GV70 est un SUV de luxe produit par le constructeur automobile sud-coréen Genesis à partir de 2021.

## Présentation
Le SUV Genesis GV70 est dévoilé le 29 octobre 2020 à Séoul.

## Caractéristiques techniques

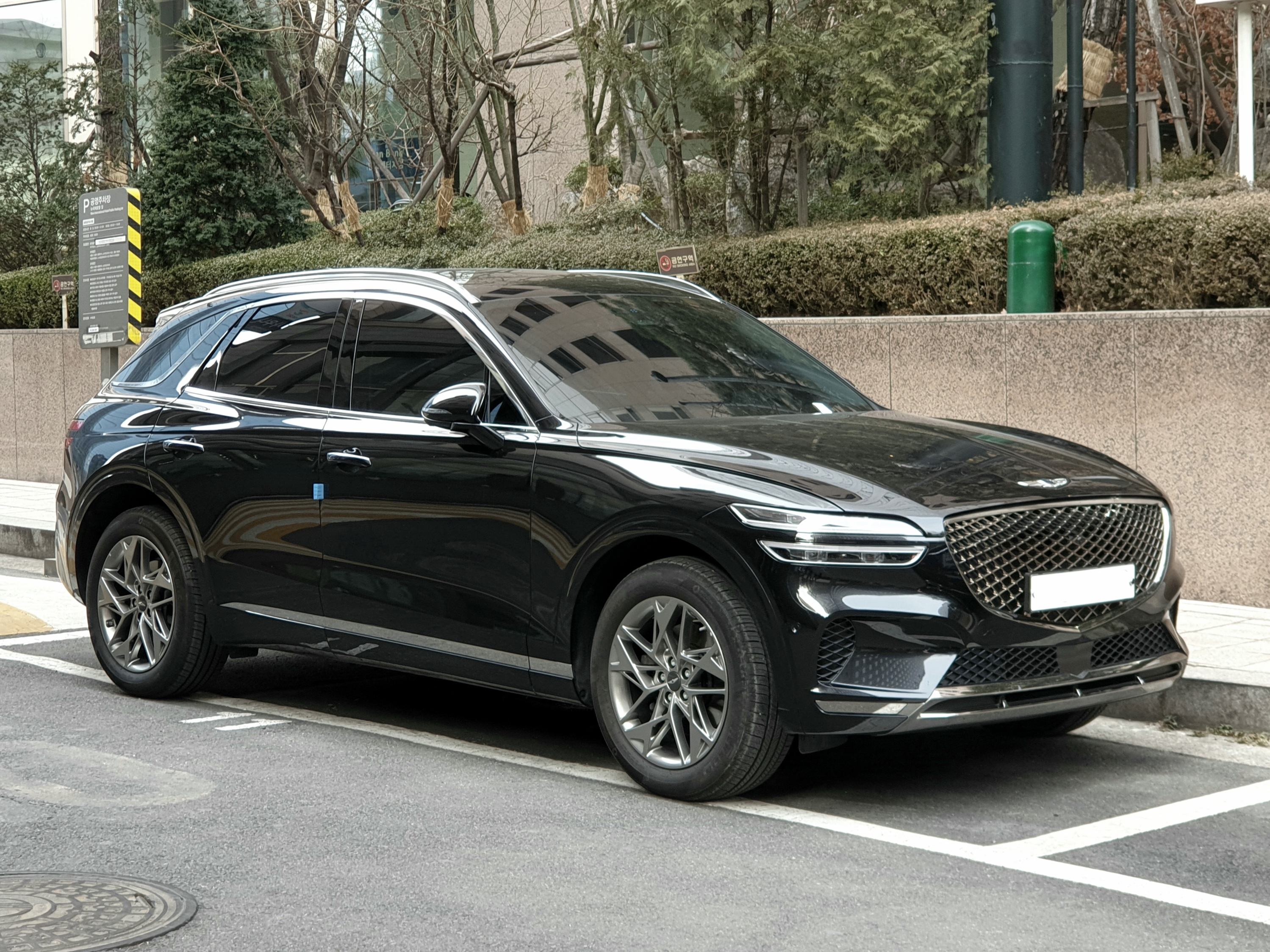
Front View, 2.2D
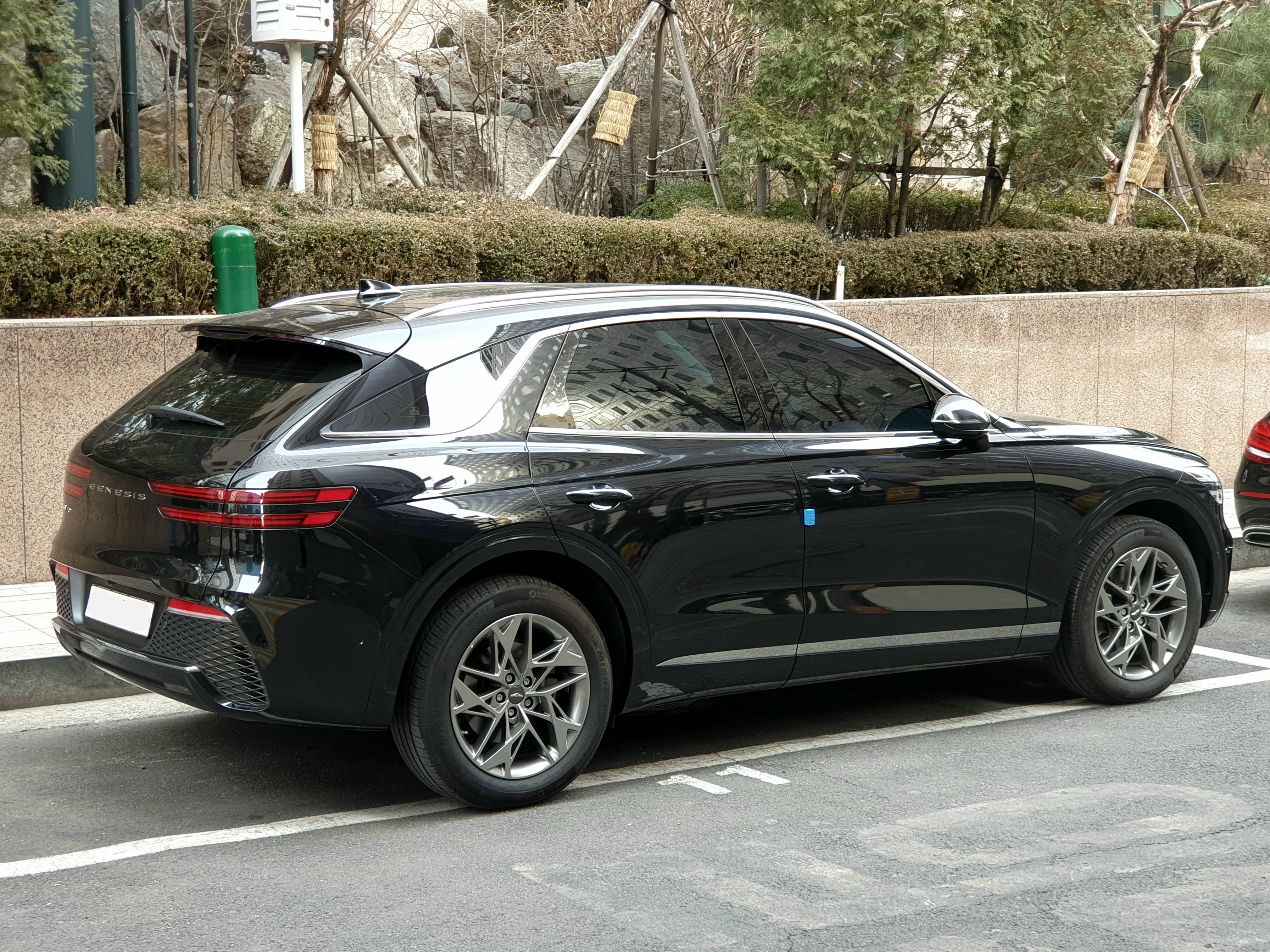
Rear view, 2.2D
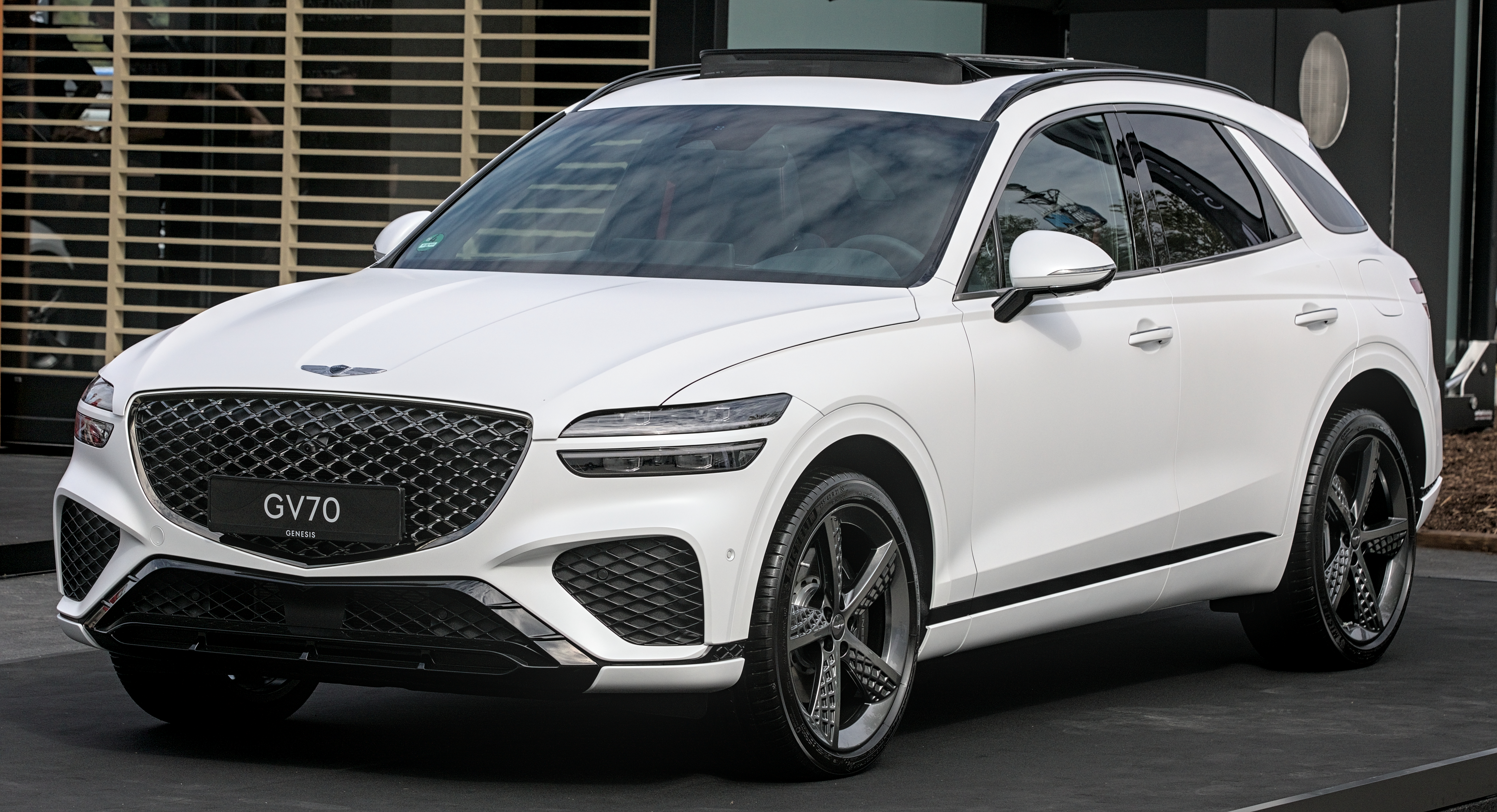
Front, Sport Model
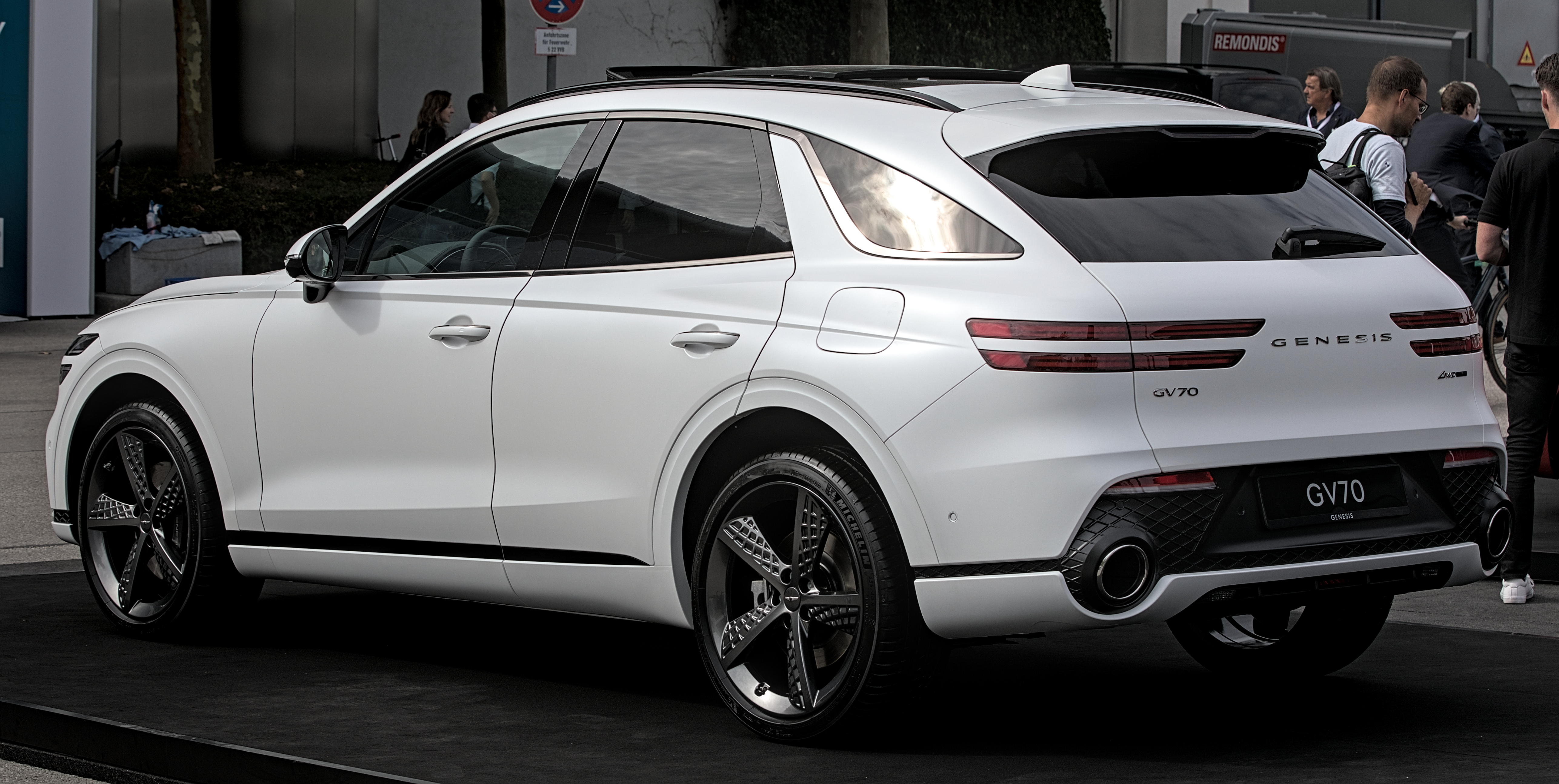
Rear View, Sport
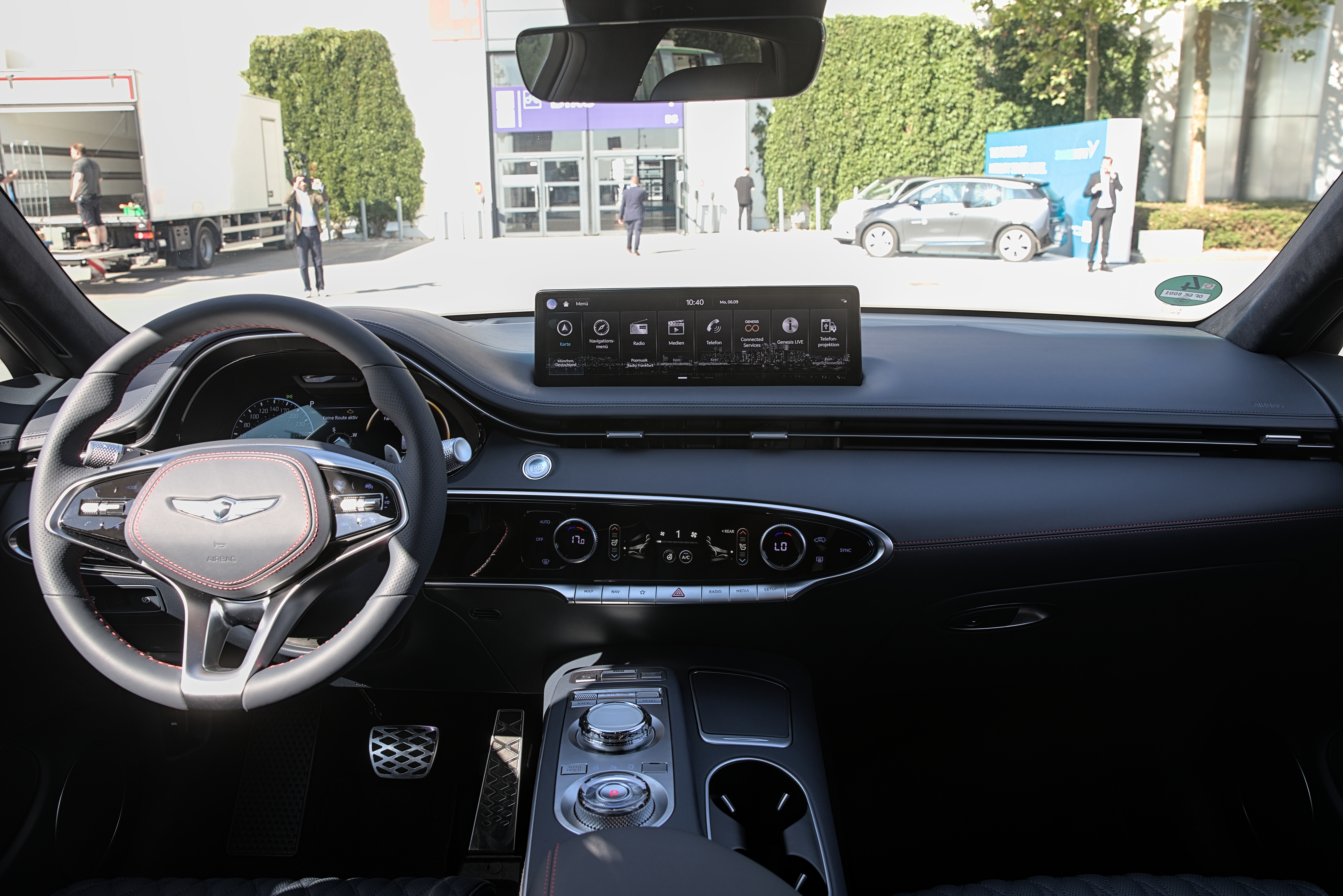
Intérieur

### Motorisations
| Logo de Genesis            | Genesis GV70                     | Genesis GV70                    |
| Logo de Genesis            | 2.5T 8AT AWD                     | 2.D 8AT AWD                     |
| -------------------------- | -------------------------------- | ------------------------------- |
| Moteur                     | 4-cylindres essence (L9G1 / GX1) | 4-cylindres diesel (2HC5 / DX1) |
| Admission                  | Turbocompressé                   | Atmosphérique                   |
| Cylindrée (cm3)            | 2497                             | 2151                            |
| Puissance maximale ch (kW) | 304 (224)                        | 201 (148)                       |
| au régime de : (tr/min)    | 5800                             | 3800                            |
| Couple maximal (N m)       | 421,7                            | 440                             |
| au régime de : (tr/min)    | 4000                             | 2750                            |
| Boîte de vitesses          | Automatique à 8 rapports         | Automatique à 8 rapports        |
| Transmission               | Intégrale                        | Intégrale                       |
| Vitesse maximale (km/h)    | 240                              | 215                             |
| 0-100 km/h (s)             | 6,1                              | 7,9                             |
| Consommation (L/100 km)    | 9,5 à 10,1                       | 7,2 à 7,6                       |
| Émissions de CO2 (g/km)    | 216 à 230                        | 190 à 200                       |
| Masse à vide (kg)          | 1985                             | 2010                            |
| Capacité du réservoir (L)  | 66                               | 66                              |
| Norme environnementale     | Euro 6d-Temp                     | Euro 6d-Temp                    |

## Finitions
- Premium
- Luxury
- Sport